# Y309 Kugsag
Y309 Kugsag fungerer som stationsfartøj ved Grønlands Kommando ved Marinestation Grønnedal.